# Melathiruppanthuruthi
Melathiruppanthuruthi é uma panchayat (vila) no distrito de Thanjavur, no estado indiano de Tamil Nadu.

## Demografia
Segundo o censo de 2001,  Melathiruppanthuruthi  tinha uma população de 8409 habitantes. Os indivíduos do sexo masculino constituem 48% da população e os do sexo feminino 52%. Melathiruppanthuruthi tem uma taxa de literacia de 72%, superior à média nacional de 59.5%: a literacia no sexo masculino é de 78% e no sexo feminino é de 66%. Em Melathiruppanthuruthi, 13% da população está abaixo dos 6 anos de idade.